# Progreso Catalán en América
Progreso catalán en América és una obra de divulgació sobre els empresaris catalans emigrats a Amèrica, escrita per Joaquín Blaya Alende amb la col·laboració de J. Giralt. Es tracta d'un treball biogràfic sobre els empresaris i comerciants catalans que vivien a Amèrica a principis del segle XX i constitueix el primer treball específic sobre la presència d'aquests catalans a Ibero-Amèrica.

## Descripció
L'obra Progreso catalán en América es va imprimir a Santiago de Xile des del 1922 fins al 1927, en una edició que consta de quatre volums, amb gran quantitat d'imatges, que inclouen retrats de molts dels empresaris. Sent el primer treball específic sobre la presència dels empresaris catalans a Amèrica, és una obra cabdal per a l'estudi de la història de la influència que hagi pogut tenir Catalunya a Amèrica i la seva economia. Pel que fa als continguts dels volums, a part de la informació sobre els personatges catalans que hi apareixen, cada volum també conté dades generals sobre Catalunya i sobre els països d'Amèrica on els protagonistes van fixar la seva residència. Blaya Alende, havia publicat obres similars sobre altres colònies estrangeres a Xile (les colònies: britànica, nord-americana i italiana), i tenia el projecte de publicar cinc volums del Progreso catalán en América incloent-hi tots els països iberoamericans, però al final, només se'n van publicar quatre volums.

## Volums
- Primer volum, Joaquín Blaya Alende (1922, 415 p.) específicament dedicat a comerciants catalans importants establerts a Xile.[3]
- Segon volum, Blaya y Giralt (1924) residents de l'Argentina i de Paraguai
- Tercer volum, Blaya y Giralt (1925) residents de l'Argentina (2ªpart), Paraguai i Uruguai.
- Quart volum J. Giralt i Co. (1927, 595 p.) residents de Cuba, Bolívia, Perú, Equador, Panamà, Costa Rica, Guatemala, El Salvador, Veneçuela i Colòmbia.

## Vinaters xilens
A finals del segle xix i principis del XX, va aparèixer una generació d'empresaris que van veure l'oportunitat de fer fortuna en el negoci del vi mitjançant la fundació de grans "Bodegues". En la majoria dels casos, aquest sector va estar format per persones de la península ibèrica, especialment de Catalunya (Penedés), fet pel qual més tard van ser anomenats "els catalans". Molts d'ells van arribar a establir vincles familiars i van fundar societats conjuntes.
En lloc de dedicar-se a la producció de vi, el principal focus d'activitat d'aquests emprenedors catalans, van ser els grans cellers, compraven vins de diversos recol·lectors de la regió central i els distribuïen a través de la seva gran xarxa comercial. Tenien les seves companyies, situades en una àrea geogràfica molt concreta de Santiago, al llarg del camí conegut, com el "Camí de cintura" al segle xix (el que avui és l'avinguda Vicuña Mackenna), que estava prop de les vies del ferrocarril i els facilitava la recepció del vi produït en els vinyars de les poblacions de la zona al sud de la capital.
| Principals productors de vi en la dècada de 1920, a Santiago.                                      |                      |      |                  |           |
| Nom del celler                                                                                     | Fundador             | Any  | Ubicació         | Capital $ |
| Araga y Cía.                                                                                       | L. Araga             | n.d. | Cuevas 875       | n.d.      |
| Santa Lidia                                                                                        | José Carafi          | n.d. | San Ignacio 201  | n.d.      |
| San Joaquín                                                                                        | A. y L. Ribas        | 1918 | Santa Isabel     | 685.000   |
| Lontué y Molina                                                                                    | José Mir             | 1921 | Gorbea 2250      | 400.000   |
| Santa Hilda                                                                                        | A. Escobar           | 1917 | San Ignacio      | 400.000   |
| San Camilo                                                                                         | Morera Hnos.         | 1916 | V. Mackenna 1216 | 500.000   |
| Hermosilla                                                                                         | Aragay y Passalacqua | 1923 | V. Mackenna 1430 | 500.000   |
| El Cóndor                                                                                          | D. Navarro           | 1914 | V. Mackenna 1198 | 450.000   |
| Cunaco                                                                                             | J. Navarro           | 1921 | Maestranza 876   | 200.000   |
| Santa Emilia                                                                                       | Bruguère y Cía.      | 1910 | San Pablo 3690   |           |
| Casas Hnos.                                                                                        | P. y V. Casas        | 1907 | n.d.             | 80.000    |
| Machalí                                                                                            | J. Rossini           | 1908 | Amazonas 633     | 200.000   |
| Fca. Licores Mitjans                                                                               | Juan Mitjans         | 1917 | Maestranza 1357  |           |
| |                      |      |                  |           |
| Font: Joaquín Blaya, Progreso catalán en América, Santiago (Chile), Imprenta la Ilustración, 1922. |                      |      |                  |           |